# Ronaldo Nogueira
Ronaldo Nogueira de Olivo (Carazinho, 25 de abril de 1966) es un político brasileño. Diputado federal, es el actual Ministro del Trabajo.

## Biografía
Licenciado en Derecho y administrador, está afiliado al Partido Laborista Brasileño (PTB). En las elecciones de 2014, realizadas el 5 de octubre, fue elegido diputado federal por el estado de Río Grande del Sur para la 55.ª legislatura (2015—19). El 1 de febrero de 2015 asumió el cargo.

### Trabajo esclavo
En octubre de 2017, presenta una resolución que cambia la definición de trabajo esclavo e impone nuevas condiciones a la fiscalización. Sin embargo, la ONU considera que la normativa suscrita por Ronaldo Nogueira tiende a dificultar las acciones de combate contra el trabajo análogo a la esclavitud.